# Nika Zorjan
Nika Zorjan (Murska Sobota, 3 december 1992) is een Sloveens zangeres.

## Biografie
Zorjan groeide op in een muzikaal gezin. Haar vader, Janez Zorjan, is een lid van de band Nova Legija. Ze studeerde muziek op de muziekschool in Murska Sobota, waar ze piano leerde te spelen. In 2010 verscheen ze in het eerste seizoen van de talentenjacht Slovenija ima talent (te vergelijken met Holland's Got Talent en Belgium's Got Talent). Daar haalde ze de halve finale niet. Een jaar later deed Zorjan mee aan een andere talentenjacht genaamd Missije Evrovizije, de selectie van de Sloveense vertegenwoordiger op Eurovisiesongfestival 2012 in Bakoe, Azerbeidzjan. Deze keer slaagde ze erin door te dringen tot de finale. Deze werd gewonnen door Eva Boto, die dus Slovenië zou vertegenwoordigen in Bakoe. Na afloop van de show schreef Zorjan samen met producer Aleš Vovk, een van de juryleden van de show, de liederen Čas za nas, Problemom sredinc, Po dežju en Nasmeh življenja. Het laatste nummer werd een grote hit in Slovenië. In 2014 was ze een achtergrondzangeres van Tinkara Kovač op het Eurovisiesongfestival 2014 in Kopenhagen, Denemarken. In 2017 kwam het nummer Ni predaje, ni umika uit, een samenwerking met het Sloveense duo BQL dat de zesde plek in de hitlijsten bereikte.
- MusicBrainz: c1aab040-b0e0-4eca-a2ed-6606562b8608
- Virtual International Authority File: 111158628221722921486